# Liste des sites Ramsar au Kenya
Cet article recense les zones humides du Kenya concernées par la convention de Ramsar.

## Statistiques
La convention de Ramsar est entrée en vigueur au Kenya le 5 octobre 1990.
En janvier 2020, le pays compte six sites Ramsar, couvrant une superficie de 2 654,49 km2.

## Liste
| Site                              | Comté  | Notes | Date             | Superficie (km²) | Altitude (m)  | Identifiant Ramsar | Identifiant WDPA | Coordonnées                      | Photo |
| --------------------------------- | ------ | ----- | ---------------- | ---------------- | ------------- | ------------------ | ---------------- | -------------------------------- | ----- |
| Lac Nakuru                        | Nakuru |       | 5 juin 1990      | 188,00           | 1 750 - 2 070 | 476                | 68092            | 0° 24′ 00″ sud, 36° 04′ 59″ est  |       |
| Lac Naivasha                      | Nakuru |       | 10 avril 1995    | 300,00           | 1 890         | 724                | 103549           | 0° 46′ 01″ sud, 36° 22′ 01″ est  |       |
| Lac Bogoria                       | Nakuru |       | 27 août 2001     | 107,00           | 900 - 963     | 1097               | 900591           | 0° 15′ 00″ nord, 36° 04′ 59″ est |       |
| Lac Baringo                       | Nakuru |       | 10 janvier 2002  | 314,69           | 965           | 1159               | 900698           | 0° 31′ 59″ nord, 36° 04′ 59″ est |       |
| Lac Elmenteita                    | Nakuru |       | 5 septembre 2005 | 108,80           | 1 775 - 1 950 | 1498               | 902734           | 0° 46′ 01″ sud, 36° 22′ 59″ est  |       |
| Site Ramsar du delta du Tana (en) | Tana   |       | 9 juillet 2012   | 1 636,00         | 0 - 37        | 2082               | 555555582        | 2° 27′ 00″ sud, 40° 16′ 59″ est  |       |